# Kryptungesläktet
Kryptungesläktet (Lilaeopsis) är ett släkte inom familjen flockblommiga växter beskrivet av Edward Lee Greene år 1891. Släktets systematik är sedan länge omdiskuterad, men omfattar troligen 10 till dryga 20 arter från Nord- och Sydamerika, inklusive Falklandsöarna. Ett fåtal arter förekommer dessutom på Nya Zeeland.